# 伊维耶卡
伊维耶卡，是西班牙阿拉贡自治区韦斯卡省的一个市镇。总面积15平方公里，总人口111人（2001年），人口密度7人/平方公里。